# Begonia scharffii
Begonia scharffii es una especie de planta perenne perteneciente a la familia Begoniaceae. Es originaria de Sudamérica.

## Distribución
Es originaria de Brasil donde se encuentra en la Mata Atlántica distribuidas por Santa Catarina.

## Taxonomía
Begonia scharffii fue descrita por Joseph Dalton Hooker y publicado en Botanical Magazine 114, pl. 7028. 1888.
Sinonimia
- - Begonia haageana W.Watson, Gard. Chron., III, 1888(1): 49. 1888, nom. superfl.
  - Begonia scharffiana Regel, Trudy Imp. S.-Peterburgsk. Bot. Sada 10: 376. 1889.
  - Begonia scharffiana var. minor W.Watson, Gard. Chron., III, 6: 388. 1889.
  - Begonia schenckii Irmsch., Bot. Jahrb. Syst. 76: 81. 1953.[3]

Híbridos
- Begonia × credneri F.Haage & E.Schmidt
- Begonia × duchartrei André
- Begonia × viaudii André